# B-лимфоциты
B-лимфоциты (B-клетки, от bursa fabricii птиц, где впервые были обнаружены) — функциональный тип лимфоцитов, играющих важную роль в обеспечении гуморального иммунитета. При контакте с антигеном или стимуляции со стороны T-клеток некоторые B-лимфоциты трансформируются в плазматические клетки, способные к продукции антител. Другие активированные B-лимфоциты превращаются в B-клетки памяти. Помимо продукции антител, В-клетки выполняют множество других функций: выступают в качестве антигенпрезентирующих клеток, продуцируют цитокины и экзосомы.

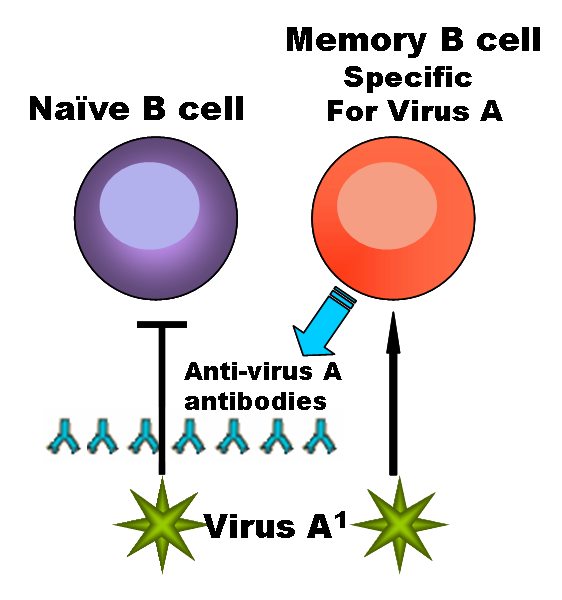
Принципиальная схема механизма иммунной памяти у В-лимфоцитов

У эмбрионов человека и других млекопитающих B-лимфоциты образуются в печени и костном мозге из стволовых клеток, а у взрослых млекопитающих — только в костном мозге. Дифференцировка В-лимфоцитов проходит в несколько этапов, каждый из которых характеризуется присутствием определённых белковых маркеров и степенью генетической перестройки генов иммуноглобулинов.
Аномальная активность В-лимфоцитов может быть причиной аутоиммунных и аллергических заболеваний.

## Дифференцировка В-лимфоцитов
B-лимфоциты происходят от плюрипотентных гемопоэтических стволовых клеток, дающих также начало всем клеткам крови. Стволовые клетки находятся в определённом микроокружении, которое обеспечивает их выживание, самообновление или, при необходимости, дифференцировку. Микроокружение определяет, по какому пути пойдёт развитие стволовой клетки (эритроидному, миелоидному или лимфоидному).
Дифференцировка В-лимфоцитов условно делится на две стадии — антигеннезависимую (в которую происходит перестройка генов иммуноглобулинов и их экспрессия) и антигензависимую (при которой происходит активация, пролиферация и дифференцировка в плазматические клетки). Выделяют следующие промежуточные формы созревающих В-лимфоцитов:
- Ранние предшественники В-клеток — не синтезируют тяжёлых и лёгких цепей иммуноглобулинов, содержат зародышевые гены IgH и IgL, но содержат антигенный маркер, общий со зрелыми пре-В-клетками.
- Ранние про-В-клетки — D-J-перестройки в генах IgН.
- Поздние про-В-клетки — V-DJ-перестройки в генах IgН.
- Большие пре-В-клетки — гены IgН VDJ-перестроены; в цитоплазме есть тяжёлые цепи класса μ, экспрессируется пре-В-клеточный рецептор.
- Малые пре-В-клетки — V-J-перестройки в генах IgL; в цитоплазме есть тяжёлые цепи класса μ.
- Малые незрелые В-клетки — гены IgL VJ-перестроены; синтезируют тяжёлые и лёгкие цепи; на мембране экспрессируются иммуноглобулины (B-клеточный рецептор).
- Зрелые В-клетки — начало синтеза IgD.

В-клетки поступают из костного мозга во вторичные лимфоидные органы (селезёнку и лимфатические узлы), где происходит их дальнейшее созревание, презентация антигена, пролиферация и дифференцировка в плазматические клетки и В-клетки памяти.

## В-клетки

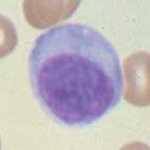
B-лимфоцит, окрашенный гематоксилином и эозином, под оптическим микроскопом

Экспрессия всеми В-клетками мембранных иммуноглобулинов позволяет осуществляться клональному отбору под действием антигена. При созревании, стимулировании антигеном и пролиферации существенно меняется набор маркеров В-клеток. По мере созревания В-клетки переключаются от синтеза IgM и IgD на синтез IgG, IgA, IgE (при этом у клеток сохраняется способность синтезировать также IgM и IgD — вплоть до трёх классов одновременно). При переключении синтеза изотипов антигенная специфичность антител сохраняется.
Различают следующие типы зрелых В-лимфоцитов:
- Собственно В-клетки (ещё называемые «наивными» В-лимфоцитами) — неактивированные В-лимфоциты, не контактировавшие с антигеном. Не содержат тельца Голла, в цитоплазме рассеяны монорибосомы. Полиспецифичны и имеют слабое сродство к многим антигенам.
- В-клетки памяти — активированные В-лимфоциты, вновь перешедшие в стадию малых лимфоцитов в результате кооперации с Т-клетками. Являются долгоживущим клоном В-клеток, обеспечивают быстрый иммунный ответ и выработку большого количества иммуноглобулинов при повторном введении того же антигена. Названы клетками памяти, так как позволяют иммунной системе «помнить» антиген на протяжении многих лет после прекращения его действия. В-клетки памяти обеспечивают долговременный иммунитет.
- Плазматические клетки являются последним этапом дифференцировки активированных антигеном В-клеток. В отличие от остальных В-клеток, несут мало мембранных антител и способны секретировать растворимые антитела. Являются большими клетками с эксцентрично расположенным ядром и развитым синтетическим аппаратом — шероховатый эндоплазматический ретикулум занимает почти всю цитоплазму, также развит и аппарат Гольджи. Живут недолго (2—3 дня) и быстро элиминируются при отсутствии антигена, вызвавшего иммунный ответ.

## Маркеры В-клеток
Характерной особенностью В-клеток является наличие поверхностных мембраносвязанных антител, относящихся к классам IgM и IgD. В комплексе с другими поверхностными молекулами иммуноглобулины формируют антигенраспознающий рецептивный комплекс — B-клеточный рецептор, ответственный за узнавание антигена. Также на поверхности В-лимфоцитов расположены антигены МНС класса II, важные для взаимодействия с Т-клетками, также на некоторых клонах В-лимфоцитов присутствует маркер CD5, общий с Т-клетками. Рецепторы компонентов системы комплемента C3b (Cr1, CD35) и C3d (Cr2, CD21) играют определённую роль в активации В-клеток. Маркеры CD19, CD20 и CD22 используются для идентификации В-лимфоцитов. Также на поверхности В-лимфоцитов обнаружены Fc-рецепторы.

## Активация В-клеток
Антигенпрезентирующие клетки (макрофаги, клетки Купфера, фолликулярные дендритные клетки, интердигитальные дендритные клетки и т. д.) вскоре после процессирования патогена выносят эпитопы на поверхность клетки при помощи белков МНС II, делая их доступными для Т-клеток. Т-хелпер при помощи Т-клеточного рецептора распознаёт комплекс эпитоп—МНС II. Активированный Т-хелпер выделяет цитокины, усиливающие антигенпрезентирующую функцию, а также цитокины, активирующие В-лимфоцит — индукторы активации и пролиферации. В-лимфоциты присоединяются при помощи мембраносвязанных антител, выступающих в роли рецепторов, к "своему" антигену и в зависимости от получаемых от Т-хелпера сигналов пролиферируют и дифференцируются в плазматическую клетку, синтезирующую антитела, либо перерождаются в В-клетки памяти. При этом от качества и количества антигена будет зависеть исход взаимодействия в данной трёхклеточной системе. Описанный механизм справедлив для полипептидных антигенов, относительно неустойчивых к фагоцитарному процессингу — т. н. тимусзависимых антигенов. Для тимуснезависимых антигенов (обладающих высокой полимерностью с часто повторяющимися эпитопами, относительно устойчивых к фагоцитарному перевариванию и обладающих свойствами митогена) участия Т-хелпера не требуется — активация и пролиферация В-лимфоцитов происходит за счёт собственной митогенной активности антигена.

## Роль В-лимфоцитов в презентации антигена
В-клетки способны интернализовать свои мембранные иммуноглобулины вместе со связанным с ними антигеном и затем презентировать фрагменты антигена в комплексе с молекулами МНС класса II. При низкой концентрации антигена и при вторичном иммунном ответе В-клетки могут выполнять функцию основных антигенпрезентирующих клеток.

## Клетки В-1 и В-2
Выделяют две субпопуляции В-клеток: В-1 и B-2. Субпопуляцию В-2 составляют обычные В-лимфоциты, к которым относится всё сказанное выше. В-1 — это относительно небольшая группа В-клеток, обнаруживаемая у человека и мышей.  Они могут составлять около 5 % от общей популяции B-клеток. Такие клетки появляются в течение эмбрионального периода. На своей поверхности они экспрессируют IgM и небольшое количество (или вовсе не экспрессируют) IgD. Маркером этих клеток является CD5. Однако он не является обязательным компонентом клеточной поверхности. В эмбриональном периоде В1-клетки появляются из стволовых клеток костного мозга. В течение жизни пул B-1-лимфоцитов поддерживается за счёт активности специализированных клеток–предшественников и не пополняется за счёт клеток, происходящих из костного мозга. Клетка–предшественница отселяется из кроветворной ткани на свою анатомическую нишу — в брюшную и плевральную полости — ещё в эмбриональном периоде. Итак, место обитания B-1-лимфоцитов — прибарьерные полости.
B-1-лимфоциты значительно отличаются от B-2-лимфоцитов по антигенной специфичности продуцируемых антител. Антитела, синтезированные B-1-лимфоцитами, не имеют значительного разнообразия вариабельных участков молекул иммуноглобулинов, но, напротив, ограничены в репертуаре распознаваемых антигенов, и эти антигены — наиболее распространённые соединения клеточных стенок бактерий. Все B-1-лимфоциты — как бы один не слишком специализированный, но определённо ориентированный (антибактериальный) клон. Антитела, продуцируемые B-1-лимфоцитами, почти исключительно IgM, переключение классов иммуноглобулинов в B-1-лимфоцитах не «предусмотрено». Таким образом, B-1-лимфоциты — «отряд» противобактериальных «пограничников» в прибарьерных полостях, предназначенных для быстрой реакции на «просачивающиеся» через барьеры инфекционные микроорганизмы из числа широко распространённых. В сыворотке крови здорового человека преобладающая часть иммуноглобулинов — продукт синтеза как раз B-1-лимфоцитов, т.е. это относительно полиспецифичные иммуноглобулины антибактериального назначения.